# Aaron Burkart

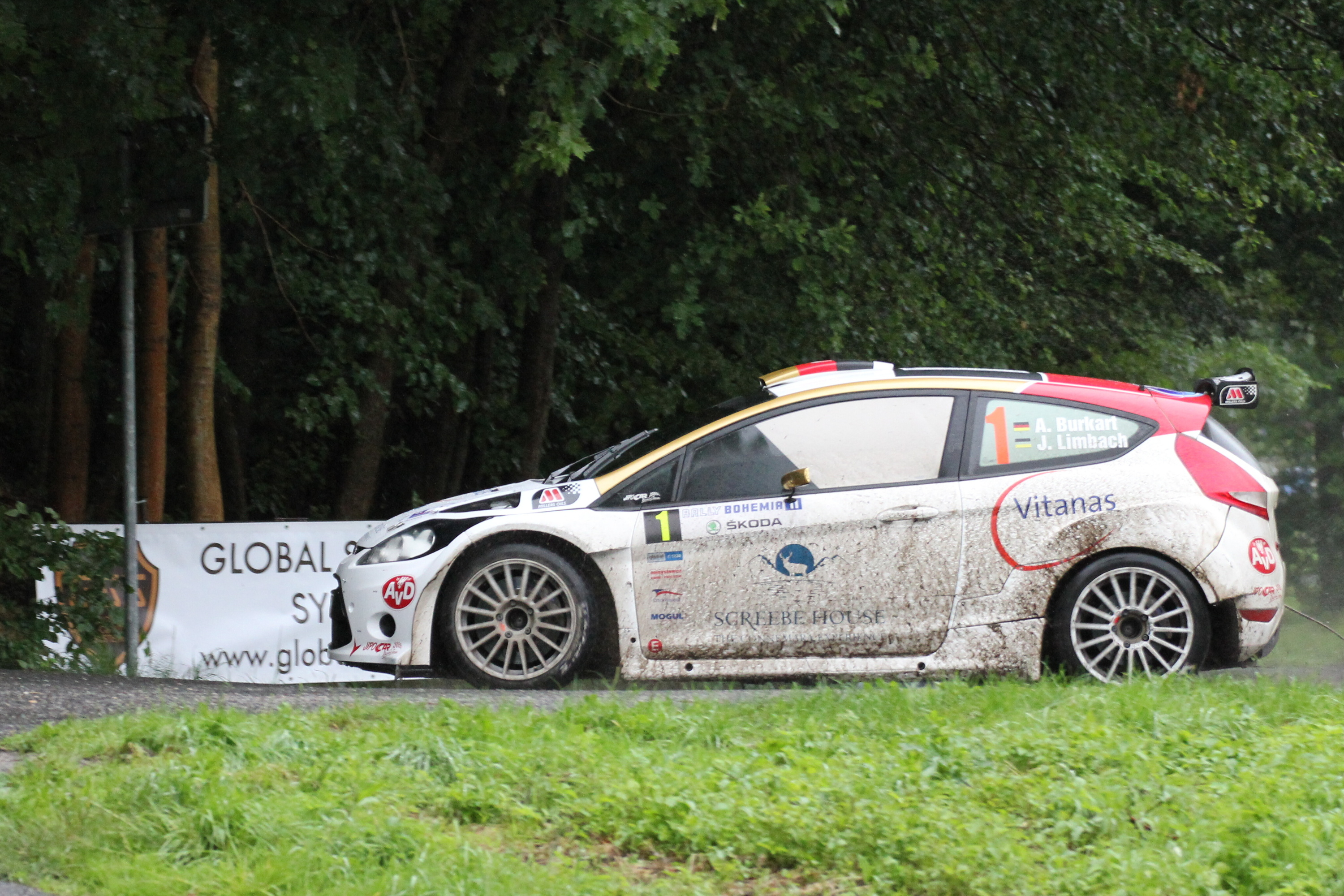
Aaron Burkart bei der Rallye Bohemia 2011

Aaron Nikolai Burkart (* 20. September 1982 in Singen) ist ein deutscher Rallyefahrer. Er ist der Sieger der JWRC 2010.

## Karriere
Burkhart begann seine Karriere als Rallyefahrer 2002. Seit 2006 nimmt er an der JWRC teil. Die Rallye Katalonien 2006 endete tragisch für das im Citroën C2 S1600 teilnehmende Team mit dem Tod des Copiloten Jörg Bastuck, der beim Reifenwechsel vom Ford Fiesta des Barry Clark erfasst wurde. Die Saison 2006 konnte durch das Einspringen eines anderen Copiloten regulär beendet werden.
Im Jahr 2008 war Burkhart bereits zweitplatziert hinter seinem Citroën-Teamkollegen Sébastien Ogier. In der Folgesaison wechselte Burkhart dann zu Suzuki und gewann dann mit einem a Suzuki Swift S1600 seine erste JWRC Rally, die Rallye Irland und erreichte in der Gesamtwertung den dritten Platz. Sein Debüt in einem WRC-Auto hatte Burkhart dann bei der Rallye Großbritannien 2009 für das Citroën Junior Team. Hierbei erreichte er den 12. Platz. 2010 gewann er bei der 2010 Rallye Türkei die JWRC-Wertung und erreichte den 10. Platz der Gesamtwertung, womit er auch einen Weltmeisterschaftspunkt erhielt. Neben weiteren Preisen gewann er auch als erster Deutscher nach Walter Röhrl die Rallye-Juniorenweltmeisterschaft 2010 in einem Suzuki mit einem Vorsprung von vier Punkten vor Hans Weijs jr. in Spanien.